# Burligo
Burligo [buɾˈliːɡo] (Bürlìch [byɾˈlik] in dialetto bergamasco) è una frazione
del comune di Palazzago, in provincia di Bergamo di circa 500 abitanti, dista circa 20 km dal capoluogo orobico.

## Storia
Le vie di comunicazione più importanti di epoca romana e di epoche successive, che passavano nel territorio di Palazzago, erano: l'arteria che da Bergamo conduceva a Como e a Chiavenna; l'arteria di collegamento viario tra Bergamo, Almenno, Palazzago, Valle San Martino. Quest'ultima era denominata "Strada della Regina", la quale univa la città di Bergamo con i centri nord-occidentali della provincia, passando anche attraverso la Forcella di Burligo, in territorio di Palazzago, per sboccare sulla via in direzione di Lecco.
Al tempo dei Longobardi la storia di Palazzago era legata a quella della corte regia di Almenno.
I documenti scritti più antichi, le pergamene, sui quali appare il nome di Palazzago sono del 1200.
"In un documento del 1264 il territorio di Borligo, viene descritto in tutte le sue parti e ne vengono definiti i confini all'interno della valle di Palazzago".
Nel secolo XIV, quando Bernabò Visconti era signore di Bergamo, troviamo che Palazzago, con la Valle San Martino e la Valle Imagna, parteggia con i guelfi e, dalle sanguinose lotte tra guelfi e ghibellini, ne esce martoriata fra ingenti rovine.
Nel XV secolo, con l'avvento della Repubblica di Venezia, inizia il periodo di pace, che apporta alla popolazione di Palazzago tranquillità e prosperità.
Nel XIX secolo Palazzago scrive la sua pagina di storia nel cammino verso l'indipendenza e l'unità d'Italia.
È diventata famosa la "guerriglia di Palazzago" nel 1848, durante i primi moti insurrezionali per l'indipendenza nazionale.
Un drappello di uomini armati di vecchi fucili e poche munizioni, cappeggiati da Federico Alborghetti di Mapello e guidati da Carlo Giovanni Agazzi, detto "Barlinet", di Palazzago, tennero fronte per oltre due mesi al comando militare austriaco.
Il terreno degli scontri fu proprio sopra Burligo: al Monte Spino e alla Malanotte, presso Collepedrino.

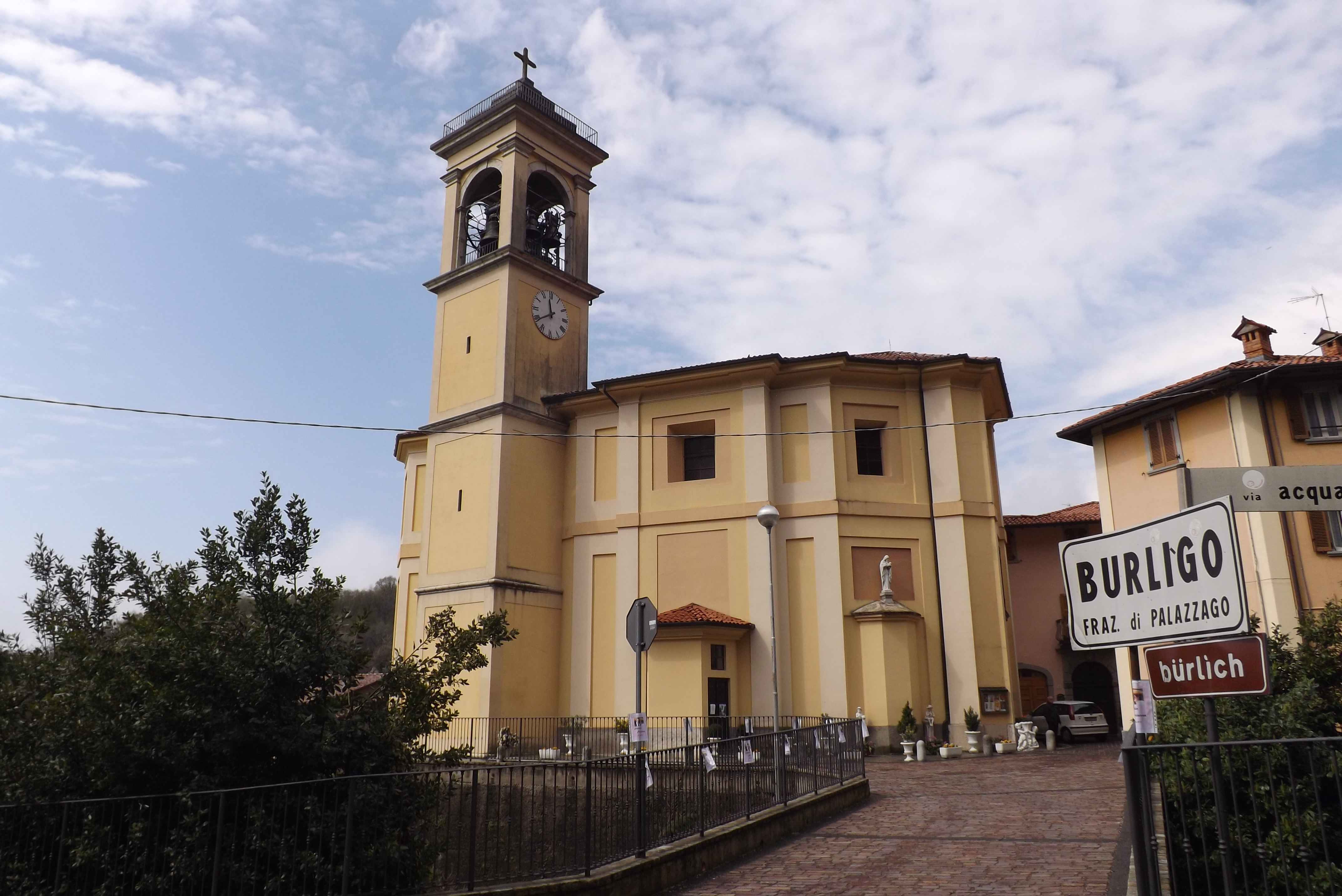
Chiesa Parrocchiale dedicata a S. Carlo Borromeo

Palazzago così veniva descritta nel 1820 da Maironi da Ponte:"Grosso villaggio del distretto di Almenno, al piede del monte detto S. Bernardo dalla chiesa, che vi esiste dedicata ad esso santo, ha il suo territorio, in parte sulle adiacenti colline, e nella contigua pianura; fertili le une e l'altra biade, e in gelsi; ma assai più in vino. Il villaggio considerevole per la sua popolazione, che scende a milletrecentocinquanta persone, è tutto a contrade separate le une dalle altre".
Fra queste contrade appare ora, 1996, Burligo, la più grande frazione circondata dalle altre minori (Acqua, Pratomarone, Collepedrino, ecc), formanti tutte la Parrocchia di Burligo.

## Aspetto generale del territorio
Palazzago è uno dei paesi più grandi della Bergamasca per estensione di territorio.
La sua superficie territoriale è di km² 13,98.
La sua popolazione conta circa 4 200 abitanti, di cui 500 nella zona di Burligo.
L'altitudine passa da una minima di 270 m (frazione S. Sosimo) alla massima di 1392 m (Monte Linzone).
Il capoluogo è al centro di una piccola valle denominata "valle di Palazzago"; questa, a sua volta, fa parte della Valle S. Martino, mentre posteriormente (dietro il Monte Linzone) si estende la Valle Imagna.
La parte più alta del comune di Palazzago è costituita da Burligo e Collepedrino.
Le colline che lo circondano fanno da splendida corona verde, delineando un suggestivo paesaggio.

## L'ambiente naturale
Dista dal capoluogo di provincia una ventina di chilometri ed è posto in direzione di Lecco, che si trova abbastanza vicino.
Burligo confina ad est con Palazzago, a nord-est con Roncola San Bernardo e Albenza, a nord con Valcava, a ovest con Celana e con Sant'Antonio d'Adda (frazione di Caprino Bergamasco), a sud con Pontida.
L'altitudine sul livello del mare è di 500 metri presso la chiesa parrocchiale, di 800 metri a Collepedrino e di 1392 sulla sommità del Monte Linzone.
La vallata principale, che scende dal Monte Linzone, si chiama Valle della Malanotte e da qui nasce il torrente Bregogna, detto anche Borgogna, che attraversa tutto il territorio di Palazzago.
Altre valli minori si chiamano: Valle della Sera, che scende dalla Forcella, Valle della Mais ad ovest, Valle della Gaggia a sud, Valtassera sotto il monte Spino.
La vegetazione a Burligo è molto florida: il verde intenso dei boschi avvolge in un manto tutto il paese e rende il clima assai gradevole in ogni stagione.
Le piante tipiche del luogo sono: castagni, ciliegi, noci, noccioli, roveri (o querce), robinie, betulle, carpini, aceri, faggi, frassini nella zona più alta.
Nella zona più bassa vengono coltivati la vite, un tempo anche frumento e granoturco, diversi ortaggi, frutta di vario tipo.

## Vita e attività della popolazione
Anni indietro, fino al 1950 circa, la vita era preminentemente basata sull'agricoltura, e gli animali domestici come mucche, galline e conigli costituivano il principale sostentamento di molte famiglie.
L'unica industria del paese era costituita dall'attività estrattiva delle pietre coti e delle cave di cemento.
A Palazzago esistevano due filande, una vicino a Precornelli ed un'altra a Cà Curti.
La più grande che ha dato lavoro fino a tardi, era quella di Precornelli.
Numerose donne si recavano alla filanda, posta tra Burligo e Palazzago, per la lavorazione della seta.
Si coltivavano, allora, i gelsi per l'allevamento dei bachi da seta onde ottenere i bozzoli.
La filanda, di cui ancora oggi si possono vedere il fabbricato e la ciminiera, fu costruita nei primi anni del 1800, rimodernata ed ingrandita all'inizio del 1900; funzionò fino al 1947.
Oggi l'attività agricola è calata; le persone trovano lavoro presso le cave dell'Italcementi sopra Collepedrino e nei paesi vicini posti fra Bergamo e Lecco.
Ogni anno, il giorno 4 dicembre i lavoratori delle cave si uniscono per celebrare la festa in onore di Santa Barbara, loro patrona.
Di Santa Barbara si conserva una magnifica statua in legno nella chiesa parrocchiale di Burligo, ed un'altra ancora si trova nella nicchia di una "tribulina", presso la cava di Collepedrino.
Dapprima si celebrò la festa di S. Barbara a Burligo, presente il vescovo di Bergamo Monsignor Adriano Bernareggi, che benedisse il nuovo simulacro, scolpito a Ortisei in Val Gardena e fatto giungere in paese per la circostanza.

## Le cave di cemento
A monte di Burligo, sopra la Valle della Malanotte, si scorgono, anche da lontano, delle chiazze bianche e rossastre tra il verde della montagna: sono le rocce bianche del sasso calcare con cui si produce il cemento, le rocce delle pietre coti, le rocce del quarzo e del diaspro.
Di tutti questi minerali rimane ora attiva solamente la cava di estrazione del materiale per il cemento.
Gli anziani ricordano quando è iniziata l'attività estrattiva dei sassi per cemento.
Questa nuova risorsa di lavoro nella nostra zona risale all'anno 1927.
La prima cava venne aperta in Valtassera, poco distante da Pratomarone.
La società Italcementi, che ha la sua sede a Bergamo, fu la promotrice nella zona di un'industria che produce cemento in grande quantità; basti guardare allo stabilimento di Calusco d'Adda, ove, giunge il materiale da Collepedrino.
Negli anni quaranta si apri' la cava a Collepedrino e, successivamente, il lavoro si portò ancora più in alto, nella Valle della Malanotte, per abbassarsi poi, gradualmente a strati, come avviene attualmente.
Dapprima venne installata la teleferica che da Burlgo portava il materiale a Calusco d'Adda.
Poi si collegò la cava di collepedrino con Burligo (zona Valtassera) con un altro tronco di teleferica.
Verso il 1960 si rinnovò la teleferica con un tracciato nuovo; linea che va da Collepedrino direttamente a Pontida e da qui a Calusco d'Adda.
Attualmente la teleferica non è più in funzione grazie ad un tunnel di nastro trasportatore sotterraneo che mette in comunicazione tutta la linea.
Se l'insediamento della grossa cava ha portato a Burligo occupazione e un certo benessere, per contro bisogna considerarne l'impatto paesaggistico e sull'ecosistema. L'attività estrattiva porta un danno diretto sulla morfologia del territorio e un transito di mezzi pesanti che causano un certo inquinamento.